# Bemlos intermedius
Bemlos intermedius är en kräftdjursart som först beskrevs av Schellenberg 1938.  Bemlos intermedius ingår i släktet Bemlos och familjen Aoridae. Inga underarter finns listade i Catalogue of Life.